# Thurston-Bennequin-Invariante
In der Kontaktgeometrie, einem Teilgebiet der Mathematik ist die Thurston-Bennequin-Zahl oder Thurston-Bennequin-Invariante eine Invariante von Legendre-Knoten.

## Definition
Sei {\displaystyle (M,\xi )} eine Kontaktmannigfaltigkeit und {\displaystyle L\subset M} ein Legendre-Knoten.
Sei {\displaystyle \nu } das Normalenbündel des Legendre-Knotens und {\displaystyle \xi } das durch die Kontaktstruktur gegebene Ebenenfeld. Der Durchschnitt {\displaystyle l=\nu \cap \xi } ist ein Geradenbündel. Durch Verschiebung entlang eines (beliebigen) Vektorfeldes {\displaystyle v\in l} erhält man einen neuen Knoten {\displaystyle L^{\prime }}. Die Thurston-Bennequin-Invariante ist definiert als die Verschlingungszahl von {\displaystyle L} und {\displaystyle L^{\prime }}:
{\displaystyle \beta (L):=lk(L,L^{\prime }).}

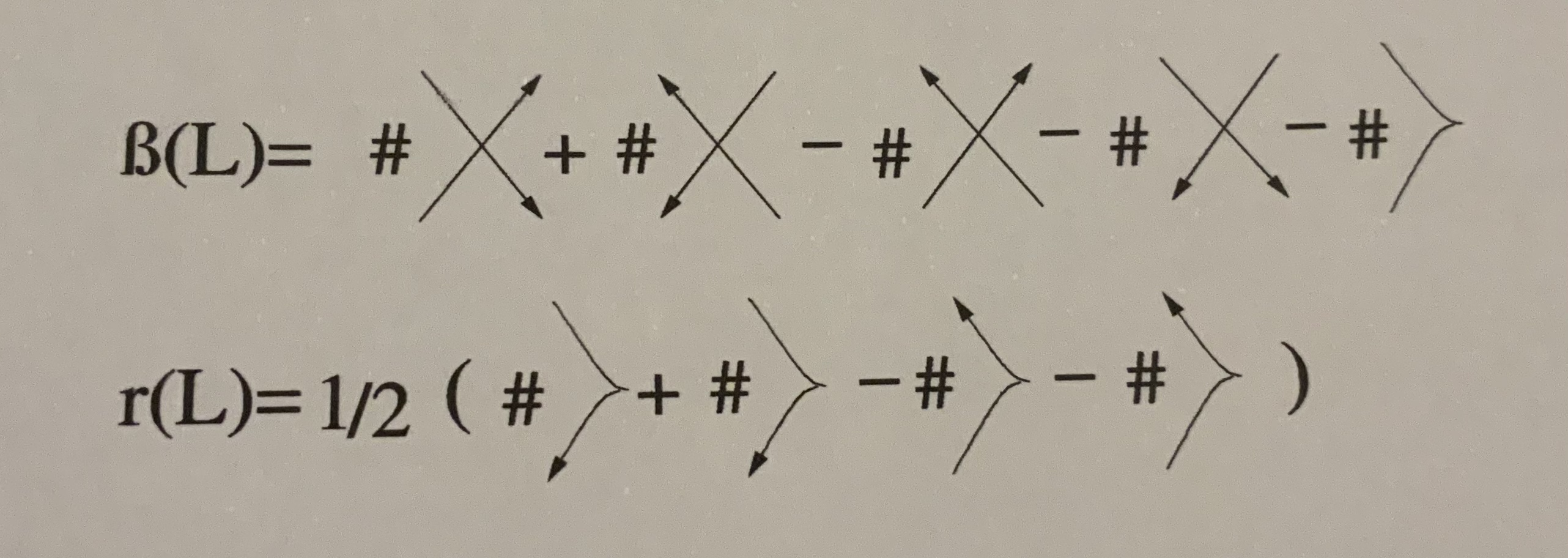
Formeln für Rotationszahl und Thurston-Bennequin-Invariante eines Legendre-Knotens in Frontprojektion

In der Frontprojektion kann man die Thurston-Bennequin-Invariante berechnen als
{\displaystyle \beta (L)=\sum _{a\in U}sign(a)-{\frac {1}{2}}\sharp C},
wobei {\displaystyle U} die Menge der Überkreuzungspunkte und {\displaystyle C} die Menge der Cusp-Singularitäten ist.